# ولنکولم
ولنکولم (به لاتین: Velankulam) یک منطقهٔ مسکونی در سری‌لانکا است که در استان شمالی (سری‌لانکا) واقع شده‌است.